# Manzanal del Barco
Manzanal del Barco is een gemeente in de Spaanse provincie Zamora in de regio Castilië en León met een oppervlakte van 26,40 km². Manzanal del Barco telt 136 inwoners (1 januari 2016).

## Demografische ontwikkeling
Bron: INE, 1857-2011: volkstellingen